# لويس كارلوس (لاعب كرة قدم)
لويس كارلوس (بالبرتغالية: Luís Carlos da Silva Marques‏) (21 أغسطس 1972 في البرتغال - ) هو لاعب كرة قدم برتغالي في مركز جناح ‏. شارك مع منتخب البرتغال لكرة القدم. أما مع النوادي، فقد لعب مع أتليتيكو كلوب دي برتغال وإستريلا دا أمادورا وإشتوريل برايا ونادي بنفيكا وناسيونال ماديرا وسالجويروس ‏ وأورينتال دي لشبونة ‏.

## وصلات خارجية
- لويس كارلوس (لاعب كرة قدم) على موقع قاعدة بيانات كرة القدم.إي يو (الإنجليزية)
- لويس كارلوس (لاعب كرة قدم) على موقع ناشيونال فوتبول تيمز (الإنجليزية)
- لويس كارلوس (لاعب كرة قدم) على موقع عالم كرة القدم.نت (الإنجليزية)